# Lincoln Channel
Het Lincoln Channel is een natuurlijk kanaal in de Alexanderarchipel in de Alaska Panhandle in het zuidoosten van Alaska in de Verenigde Staten.

## Geografie
Het kanaal ligt tussen het Sitklan Island in het oosten en het Kanagunut Island in het westen. In het noorden mondt ze uit op de Sitklan Passage, in het zuiden op de Chatham Sound.

## Geschiedenis
In 1869 werd het kanaal vernoemd naar de USRC Lincoln van de United States Revenue Cutter Service en werd gerapporteerd door G. Davidson van de United States National Geodetic Survey.